# Mitra
|  | Per a altres significats, vegeu «Mitra (desambiguació)». |

Una mitra com a timbre heràldic

La mitra com a figura heràldica

La mitra és una peça amb què els cardenals, arquebisbes, bisbes i abats es cobreixen el cap en les funcions del seu ministeri. Els que obtenen aquest privilegi es denominen mitrats en referència, justament, a la persona que pot usar mitra. En l'heràldica eclesiàstica, els bisbes i altres alts càrrecs del catolicisme feien servir una mitra com a timbre per a llur escut en comptes de la corona o el casc. També es fa servir com a figura heràldica. Les cintes que pengen de la mitra es diuen ínfules.
Mitra deriva del llatí mitra, 'cinta o faixa per al cap, espècie de lligadura asiàtica, turbant'. En llatí antic també significava 'cable'. Els llatins van prendre aquesta paraula del grec. El mot és de la mateixa família que el persa antic Mithra (divinitat de la llum), significant, en sentit implícit, que parteix o partícipa d'un tractat; i que l'"avesta mithra" (contracte, tractat; idea de vincle). En darrera instància, prové de l'indoeuropeu mitro ('que lliga'). La mitra és símbol de qualificació per a signar tractats.
El casquet de granader del segle xviii a voltes era anomenat mitra, per la similitud formal amb la mitra dels bisbes.